# 裴匪躬
裴匪躬（7世纪—691年），武周政治人物，官至尚方监。
尚方监裴匪躬管理洛阳西苑，上奏请求卖苑中的果菜来获利。文昌左相苏良嗣驳斥他：“公儀休只是諸侯国鲁国的国相，还能拔葵去织，没有听说天子作为万乘之主，贩賣水果蔬菜来与下人争利的道理。”裴匪躬于是停止。唐睿宗李旦让位给母亲武则天后，成為皇嗣，公卿往往前往拜见。尚方監裴匪躬、左衛大將軍阿史那元慶、白澗府果毅薛大信、監門衛大將軍范雲仙也曾经拜见李旦，因此获私见皇嗣之罪。天授二年（691年）一月甲寅，一作长寿二年（693年）二月，尚方監裴匪躬、內常侍范雲仙被腰斩于都市。